# تنظيم مجتمعي

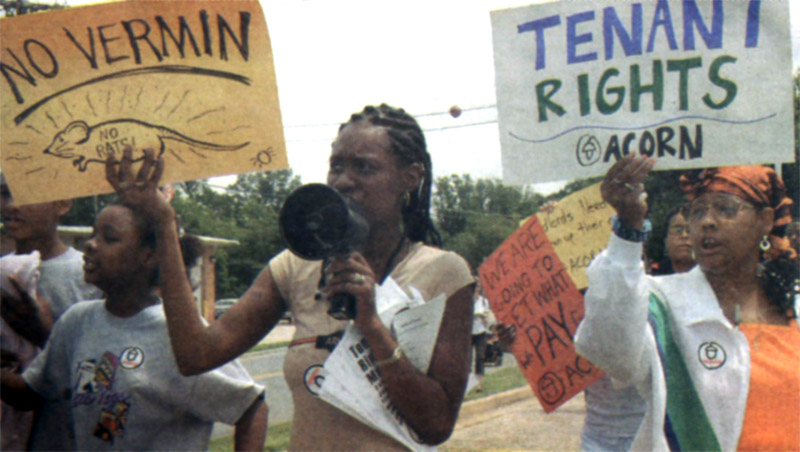

التنظيم المجتمعي هو عملية يلتقي فيها الأشخاص الذين يعيشون على مقربة من بعضهم البعض في منظمة تعمل من أجل مصلحتهم الشخصية المشتركة. على عكس أولئك الذين يروجون لبناء مجتمع أكثر توافقية، يفترض منظمو المجتمع عمومًا أن التغيير الاجتماعي ينطوي بالضرورة على الصراع والكفاح الاجتماعي من أجل توليد قوة جماعية للعاجزين. إن تنظيم المجتمع كهدف أساسي هو توليد قوة دائمة لمنظمة تمثل المجتمع، ما يسمح لها مع مرور الوقت بالتأثير على صانعي القرار الرئيسيين في مجموعة من القضايا. في أفضل الأحوال، وعلى سبيل المثال، يمكن لهذا أن يؤثر في حصول مجموعات تنظيم المجتمع مكانًا على الطاولة قبل اتخاذ قرارات مهمة. يعمل منظمو المجتمع مع قادة محليين جدد، ويسهلون التحالفات ويساعدون في تطوير الحملات.

## الخصائص
تحاول الجماعات المجتمعية المنظمة التأثير على الحكومة والشركات والمؤسسات، وتسعى إلى زيادة التمثيل المباشر مع هيئات صنع القرار، وتعزيز الإصلاح الاجتماعي بشكل عام. عند فشل المفاوضات، تسعى هذه المنظمات بسرعة إلى إعلام من هم خارج المنظمة بالقضايا التي تُعالج والضغط على مُتخذي القرار عن طريق مجموعة متنوعة من الوسائل، بما في ذلك الاعتصام، والمقاطعة، وتقديم العرائض، والسياسة الانتخابية. تبحث المجموعات المنظمة غالبًا عن المشاكل التي يعرفون أنها ستولد جدلًا وتعارضًا، وهذا يتيح لهم جذب المشاركين وتثقيفهم وتعليمهم الالتزام وإنشاء سمعة جيدة للفوز. وبالتالي، يركز تنظيم المجتمع في الغالب على أكثر من مجرد حل مشاكل معينة. في الواقع، غالبًا ما تكون هذه القضايا المعينة مجرد أدوات لجداول الأعمال التنظيمية الأخرى. يسعى منظمو المجتمع عمومًا إلى بناء مجموعات ديمقراطية في الحكم، مفتوحة ومتاحة لأفراد المجتمع، وتهتم بالصحة العامة لمجموعة مصالح معينة بدلًا من المجتمع ككل. يسعى التنظيم على نطاق واسع إلى منح أفراد المجتمع السلطة، مع الهدف الأساسي المتمثل في «توزيع» السلطة على قدم المساواة في جميع أنحاء المجتمع.
الأنواع الأربعة الأساسية للتنظيم المجتمعي هي تنظيم القواعد الشعبية أو «طرق الأبواب»، والتنظيم المجتمعي القائم على العقيدة، والتنظيم المجتمعي القائم على نطاق واسع والتحالف. تدعي الحملات السياسية غالبًا أن عملياتها من الباب إلى الباب هي في الواقع محاولة لتنظيم المجتمع، رغم أن هذه العمليات غالبًا ما تركز بشكل حصري على تحديد هوية الناخبين وإقبالهم.
بُني تنظيم المجتمع القائم على العقيدة بالإضافة إلى العديد من نماذج تنظيم القواعد الشعبية على عمل سول ألينسكي، الذي نوقش أدناه، من الثلاثينيات إلى السبعينيات.

### العمل الشعبي
يبني تنظيم القواعد الشعبية مجموعات مجتمعية من الصفر، ويطور قيادات جديدة لم تكن موجودة من قبل وينظم المنظمات غير المنظمة. إنها عملية قائمة على القيم، إذ يُجمع الناس للعمل لصالح مجتمعاتهم وللصالح العام. تشمل شبكات المنظمات المجتمعية التي تستخدم هذه الطريقة وتدعم المجموعات التنظيمية المحلية العمل الشعبي الوطني وجمعية المنظمات المجتمعية للإصلاح. منظمات «طرق الباب» هي منظمات شعبية مثل جمعية المنظمات المجتمعية للإصلاح، مهمتها اختيار الأعضاء الفقراء من الطبقة العاملة ثم تجنيدهم الواحد تلو الآخر للعمل في المجتمع. هم قادرون على الوصول إلى ما وراء المنظمات القائمة و«الكنائس» للجمع بين مجموعة واسعة من الأشخاص الأقل حظًا عن طريق استعمال تقنية «باب إلى باب». تميل جمعية المنظمات المجتمعية للإصلاح إلى التشديد على أهمية العمل المستمر من أجل الحفاظ على التزام جميع المجموعات المشاركة. تتمتع جمعية المنظمات المجتمعية للإصلاح بسمعة، بكونها أكثر قوة من المجموعات الدينية، وهناك دلائل تشير إلى أن مجموعاتها المحلية كانت موجهة من قبل الموظفين (المنظمين) أكثر من القائدين (متطوعين محليين). (ومع ذلك، يمكن قول الشيء نفسه بالنسبة للعديد من أشكال التنظيم، بما في ذلك المجموعات الدينية). يعد منهج «طرق الباب» مستهلكًا أكبر للوقت من منهج «تنظيم المنظمات» للمجموعات الدينية ويتطلب المزيد من المنظمين الذين سيضطرون نتيجة لذلك الحصول على رواتب أقل مع زيادة حجم أعمالهم.
على عكس المجتمع القائم على العقيدة الذي ينظم «المظلة» الوطنية وغيرها من المنظمات الشعبية، فإن جمعية المنظمات المجتمعية للإصلاح تضع جدول أعمال وطني مركزي، وتمارس بعض السيطرة المركزية على المنظمات المحلية. نظرًا لأن جمعية المنظمات المجتمعية من أجل الإصلاح في الولايات المتحدة الأمريكية كانت منظمة 501(c)4 بموجب قانون الضرائب، فقد تمكنت من المشاركة مباشرة في الأنشطة الانتخابية، لكن هذه المساهمات لم تكن معفية من الضرائب.

### التنظيم المجتمعي القائم على العقيدة
التنظيم المجتمعي القائم على الإيمان والعقيدة، والمعروف أيضًا باسم التنظيم المجتمعي القائم على تنظيم المجتمعات المحلية، هو منهجية لتنمية القوة والعلاقات عبر منظمة المؤسسات: معظمها اليوم أبرشيّات مستقلة، ولكن بإمكانها أيضًا أن تشمل النقابات والجمعيات المجاورة، وغيرها من الجماعات. تتجمع منظمات تنظيم المجتمع القائمة على الإيمان التقدمي والوسطي حول القيم الأساسية المستمدة من الجوانب المشتركة لإيمانهم بدلًا من العقائد الصارمة. يوجد الآن ما لا يقل عن 180 منظمة مجتمعية قائمة على الإيمان في الولايات المتحدة وكذلك الأمر في جنوب أفريقيا وإنجلترا وألمانيا ودول أخرى. غالبًا ما ترتبط منظمات تنظيم المجتمع المحلية القائمة على المعتقدات الدينية عن طريق شبكات تنظيمية مثل مؤسسة المناطق الصناعية، ومؤسسة غاماليل، وشبكة بيكو الوطنية، ومركز التدريب على العمل والبحث المباشر. ابتداءً من عام 2001، أطلقت إدارة بوش في الولايات المتحدة إدارة لتشجيع التنظيم المجتمعي شاملة التنظيم الديني بالإضافة إلى الجماعات المجتمعية الأخرى. يميل تنظيم المجتمع القائم على المعتقدات الدينية إلى أن يتكون في الغالب من مشاركين من الطبقة الوسطى لأن التجمعات المعنية بشكل عام هي البروتستانتية والكاثوليكية الرئيسية (على الرغم من أن «الطبقة الوسطى» يمكن أن تعني أشياء مختلفة في المجتمعات البيضاء والمجتمعات الملونة، والتي يمكن أن تؤدي بعد ذلك إلى توترات طبقية داخل هذه المنظمات). تميل كنائس القداسة والكنائس الخمسينية وغيرها من الكنائس ذات الصلة (التي غالبًا ما تكون كنائس «واجهية» نسبة إلى «الواجهة»)، التي يكون أغلب روادها من الفقراء وأفراد الطبقة العاملة، إلى عدم الانضمام إلى هذه المنظمات القائمة على الإيمان بسبب تركيزها على «الإيمان» بدل «الأعمال». توسعت المنظمات المجتمعية القائمة على المعتقدات الدينية بشكل متزايد خارج المناطق الفقيرة وتحولت إلى الكنائس التي تضم محترفي الطبقة المتوسطة الذين يحاولون توسيع جهودهم لمقاومة عدم المساواة. نظرًا لمنهج «تنظيم المنظمات» الخاص بهم، يمكن أن تنظم المنظمات المجتمعية القائمة على الإيمان عددًا كبيرًا من الأعضاء مع عدد قليل نسبيًا من المنظمين الأكثر احترافًا الذين يحصلون بشكل عام على أجور أفضل من أولئك الذين ينتمون إلى مجموعات «طرق الباب»، مثل رابطة المنظمات المجتمعية للإصلاح. تركز المنظمات المجتمعية القائمة على الإيمان على التنمية طويلة الأجل لثقافة ولغة مشتركة للتنظيم وتطوير العلاقات الترابطية بين الأفراد. إنهم أكثر استقرارًا في الفترات الكاسدة من المجموعات الشعبية بسبب الوجود المستمر لأعضاء الكنائس. المنظمات المجتمعية القائمة على الإيمان هي منظمات 501(c)3. المساهمات المقدمة لهم معفية من الضرائب. نتيجة لذلك، بإمكانهم إجراء حملات حول «القضايا والمشاكل»، لكن ليس بإمكانهم الترويج لانتخاب أفراد معينين.